# Логвиненко Віталій Андрійович
Віталій Андрійович Логвиненко (28 січня 1928, Дическулове — 15 вересня 1990, Київ) — український письменник, член Спілки письменників України (з 1958 року).

## Біографія

Могила Віталія Логвиненка

Народився 28 січня 1928 року у селі Дическуловому на Кіровоградщині. Брав участь у німецько-радянській війні. У 1946–1949 роках навчався у Миколаївському військово-морському авіаучилищі, у 1951–1953 роках — Московському військовому інституті іноземних мов. Займався комсомольською роботою в Кіровоградській області та на Чорноморському флоті. У 1962–1963 роках був головним редактором видавництва «Маяк» (Одеса).
Помер 15 вересня 1990 року в Києві. Похований на Байковому кладовищі (стара частина).

## Творчість
Друкуватись почав з 1952 року. У 1957 році вийшов перший роман «Літа молодії». Окремими книгами вийшли збірки оповідань і повістей «Давні роки» (1961), «Сузір'я» (1963), «Біоструми» (1970); романи «Вінчання» (1965), «Рубікон» (1966), «Важка вода» (1972), «Росава» (1975), інші книги. Ряд його творів перекладено на російську та інші мови. За мотивами його однойменного роману у 1980 році створено фільм «Важка вода».

## Відзнаки
Лауреат премії імені А. В. Головка (за 1982 рік). Нагороджений орденами Вітчизняної війни І і II ступенів, орден Слави, «Знак Пошани», медалями.